# Karla Riley
Karla Paola Riley Serracín (Panama-Stad, 18 september 1997) is een Panamees voetbalspeelster die als aanvaller actief is bij Sporting FC en de nationale ploeg van Panama.

## Biografie
Karla Riley werd in 1997 geboren in Panama-Stad. Na enkele seizoenen bij CD Universitario in de Panamese eerste divisie, trok Riley in 2019 naar Spanje waar ze drie seizoenen in de  tweede divisie speelde, bij  Pozoalbense (2 seizoenen) en Santa Teresa CD. In 2022 speelde ze een seizoen bij Cruz Azul in de Mexicaanse eerste divisie alvorens terug te keren naar Panama waar ze een contract tekende bij Sporting FC. Riley kreeg de bijnaam La emperatriz del gol (de keizerin van de goals).

## Internationale carrière
Riley speelde in het nationaal vrouwenteam onder 17 en onder 20. Ze debuteerde op 7 februari 2017 bij het nationaal elftal in de wedstrijd tegen Costa Rica en speelde met de nationale ploeg op het CONCACAF-kwalificatietoernooi 2018. Door het behalen van de vierde plaats plaatste Pananama zich voor de intercontinentale play-offs voor het Wereldkampioenschap voetbal vrouwen 2019 waar ze werden uitgeschakeld door Argentinië. Ze nam ook met het nationale team deel aan de Pan-Amerikaanse Spelen 2019 en het CONCACAF-kwalificatietoernooi 2022.
Riley maakte deel uit van de selectie van 23 speelsters die door Nacha Quintana op 26 januari 2023 bekendgemaakt werd voor de intercontinentale play-offs in februari in Nieuw-Zeeland en zich kwalificeerden voor het Wereldkampioenschap voetbal vrouwen 2023.
1: Bailey ·
2: Jaén ·
3: Murillo ·
4: Castillo ·
5: Pinzón ·
6: Quintero ·
7: Rangel ·
8: Batista ·
9: Riley ·
10: Cox ·
11: Mills · 12: Córdoba · 13: Alvarado · 14: Pérez · 15: Espinosa · 16: Díaz · 17: Angulo · 18: Hernández · 19: Cedeño · 20: Montenegro · Coach: Suárez
1: Fábrega ·
2: Jaén ·
3: Reyes ·
4: Castillo ·
5: Pinzón ·
6: Salazar ·
7: Rangel ·
8: Batista ·
9: Riley ·
10: Cox ·
11: Camarena · 12: Bailey · 13: Natis · 14: De León · 15: Guevara · 16: Espinosa · 17: Villagrand · 18: Hernández · 19: Cedeño · 20: González · 21: De Obaldía · 22: Ducreux · 23: Vargas · Coach: Quintana
1: Fábrega ·
2: Jaén ·
3: Natis ·
4: Castillo ·
5: Pinzón ·
6: Salazar ·
7: E.Cedeño ·
8: González ·
9: Riley ·
10: Cox ·
11: Mills · 12: Bailey · 13: Tanner · 14: Montenegro · 15: Vargas · 16: Espinosa · 17: Batista · 18: Hernández · 19: L.Cedeño · 20: Quintero · 21: De Obaldía · 22: Córdoba · 23: Baltrip-Reyes · Coach: Quintana